# Petr Zelenka
Petr Zelenka (* 21. srpna 1967 Praha) je český dramatik, scenárista a režisér, syn scenáristů Otto Zelenky a Bohumily Zelenkové, manžel choreografky Kláry Lidové.

## Tvorba
Za svou divadelní hru Příběhy obyčejného šílenství, kterou sám režíroval v Dejvickém divadle, získal Cenu Alfréda Radoka. Hra byla později nastudována na dalších scénách (Varšava, Budapešť, Nitra, Lublaň, Tübingen, řada českých divadel). Na základě této hry později napsal scénář ke stejnojmennému filmu, který však úspěch původní divadelní inscenace nezopakoval. Další významnou Zelenkovou hrou je Teremin, inspirovaný životním příběhem Lva Sergejeviče Těrmena, a uvedený v autorově režii v Dejvickém divadle (premiéra 17. listopadu 2005). Roku 2006 hru nastudoval Sergej Fedotov v Divadle U mostu v Permi. Jeho nejnovější hrou uvedenou na divadle jsou Ohrožené druhy (2011). Režíroval také televizní seriál Terapie.
V dubnu 2010 se účastnil společně s Marthou Issovou a Jiřím Mádlem přípravy klipu určeného pro mládež „Přemluv bábu a dědu, ať nevolí levici,“ který zvedl vlnu vášní a stal se tématem polemiky na stránkách osobních blogů i internetových periodik, neboť „věcné argumenty míchá s úšklebky, které podle kritiků balancují na hraně vulgárního zesměšňování venkova a starých lidí“. Klip byl inspirován volebním klipem, ve kterém Sarah Silvermanová vyzývala k volbě Baracka Obamy. Autoři svou inspiraci přiznali až dodatečně.
V roce 2013 měla v Národním divadle premiéru opera Aleše Březiny Toufar, kterou Petr Zelenka režíroval. V roce 2015 měl premiéru jeho film Ztraceni v Mnichově o papouškovi francouzského premiéra Édouarda Daladiera, inspirovaný statí Mnichovský komplex historika Jana Tesaře.

## Divadelní hry

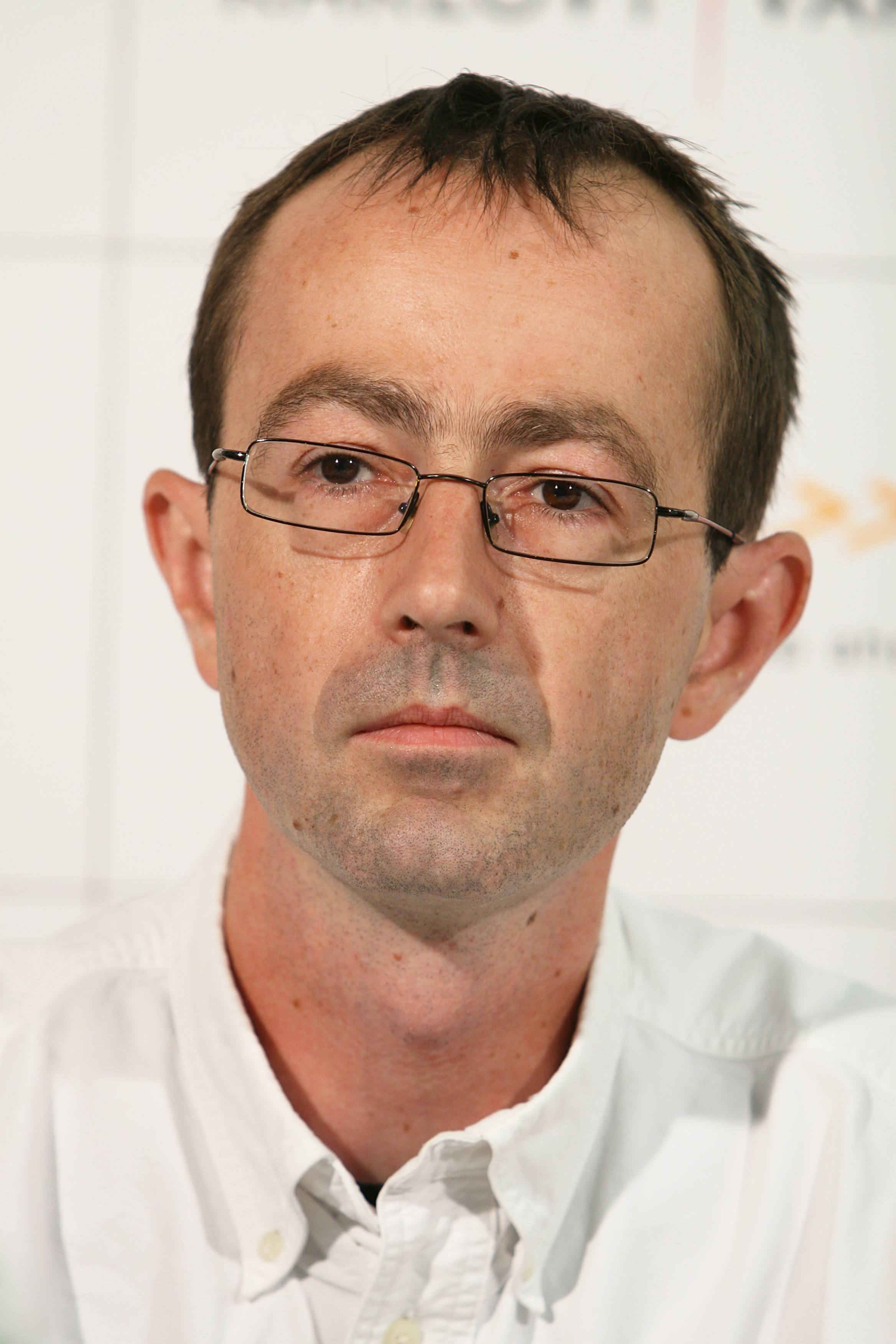
Petr Zelenka na tiskové konferenci k filmu Karamazovi v Karlových Varech (2008)

- Příběhy obyčejného šílenství : Příběh člověka, který se rozhodl brát šílenství okolního světa jako inspiraci, premiéra 16. listopadu 2001, Dejvické divadlo[6]
- Teremin : Příběh člověka, který navždy změnil tvář moderní hudby. Věnováno Robertu Moogovi, premiéra 17. listopadu 2005, Dejvické divadlo[7]
- Herci hra na motivy Michaela Frayna, Studio Dva, premiéra 13. března 2008 Divadlo Ta Fantastika, obnovená premiéra 19. března 2010, Divadlo Palace
- Ohrožené druhy měla světovou premiéru v pražském Národním divadle (Nová scéna) v listopadu 2011
- Dabing Street, premiéra 1. prosince 2012, Dejvické divadlo[8]
- Job Interviews, Jihočeské divadlo v Českých Budějovicích, květen 2014
- Arthur Conan Doyle: Pes baskervillský, dramatizace Petr Zelenka a Olga Šubrtová, Otáčivé hlediště Český Krumlov, červen 2015[9]
- Elegance molekuly : Tři molekuly, tři muži s vizí a odvahou riskovat, Dejvické divadlo, premiéra 5. dubna 2018[10]
- Fifty : Nerealizované trojky, zrušené grupáče, Dejvické divadlo, premiéra 3. prosince 2022[11]
- Žáby, komedie - monodrama, hraje: Ivan Trojan, host Dejvického divadla, premiéra 19. dubna 2024[12]

## Divadelní režie
- Maria Goos: Fuk!, Divadlo pod Palmovkou, premiéra: 18. prosince 2015[13]

## Filmová tvorba
- 1993 – Visací zámek 1982 - 2007
- 1996 – Mňága - Happy End
- 1997 – Knoflíkáři – cena Český lev za nejlepší film, režii a scénář
- 2000 – Samotáři
- 2002 – Rok ďábla – cena Český lev za nejlepší film a režii
- 2005 – Příběhy obyčejného šílenství
- 2008 – Karamazovi – cena Český lev za nejlepší film a režii
- 2015 – Ztraceni v Mnichově – cena Český lev za nejlepší scénář
- 2018 – Dabing Street (TV seriál)
- 2020 – Modelář

## Spisy
- ZELENKA, Petr; JUNGMANNOVÁ, Lenka. Obyčejná šílenství : Divadelní hry 2001–2012. Praha: Akropolis, 2014. 328 s. ISBN 978-80-7470-056-9. Obsahuje hry:
  - Příběhy obyčejného šílenství
  - Teremin
  - Odjezdy vlaků
  - Očištění
  - Ohrožené druhy
  - Dabing Street

## Galerie

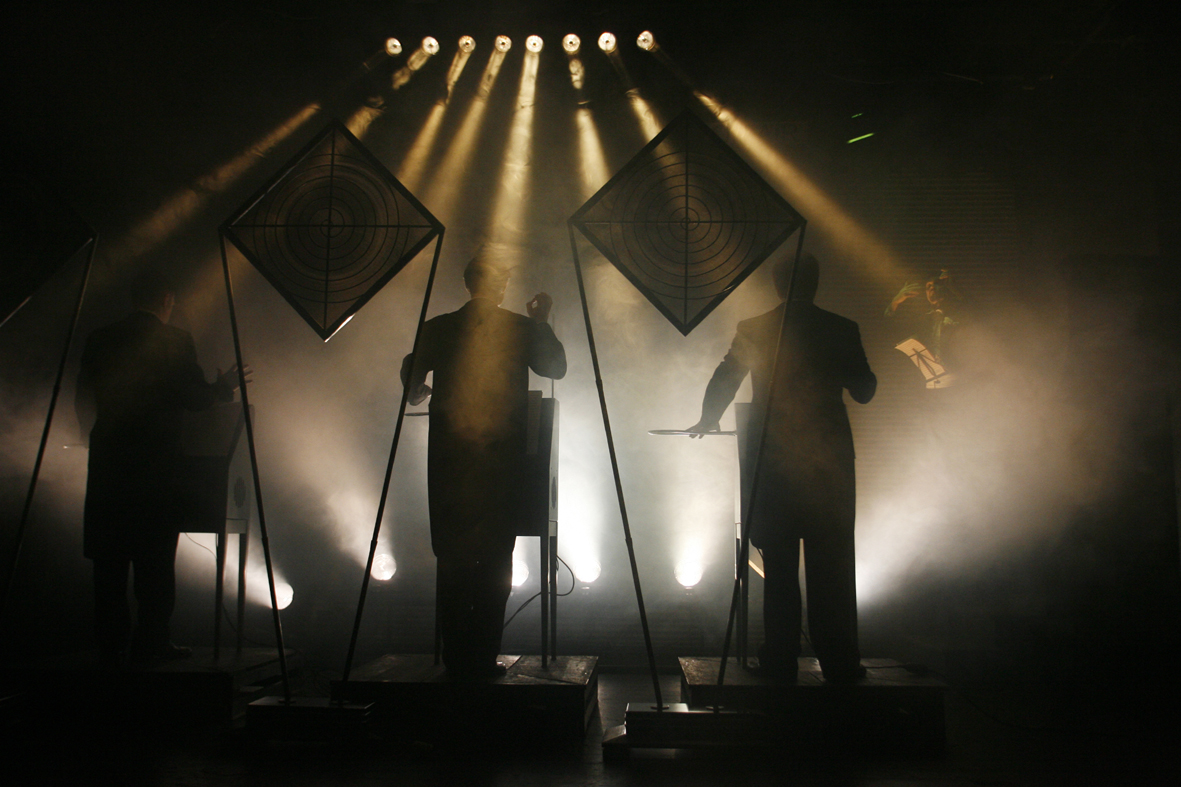
Fotografie z představení hry Teremin v Dejvickém divadle, scéna: Martin Chocholoušek
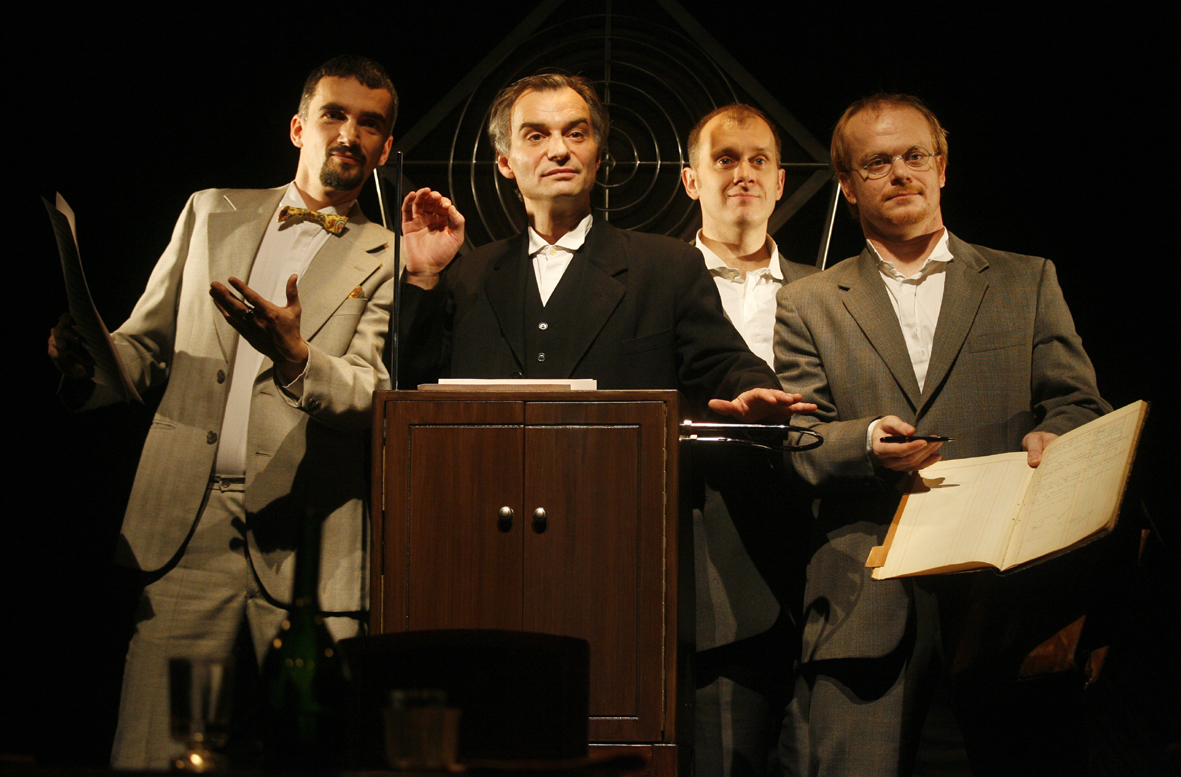
Fotografie z představení hry Teremin v Dejvickém divadle, zleva: Martin Myšička, Ivan Trojan, Jiří Bábek, David Novotný